# Інтерсексизм

Прапор інтерсекс-людей

Інтерсексизм, інтерфобія, або інтерсексофобія (англ. intersexism; interphobia; intersexphobia) — дискримінація інтерсекс-людей з моменту їх народження або з моменту виявлення інтерсекс-варіації. Інтерсексизм проявляється в обмеженні можливостей для членів інтерсекс-спільноти відносно можливостей членів інших груп, а також в нетолерантному ставленні до цієї спільноти.
Законодавство багатьох країн на предмет заборони дискримінації та стигматизації, як правило, не містить атрибута інтерсекс-людей і відповідно не містить положень щодо їх захисту, що робить цю категорію людей найбільш вразливою.
Першою країною, яка додала в антидискримінаційне законодавство атрибут інтерсекс-людей, стала Австралія у 2013 році.
У 2016 році ООН та інші правозахисні організації звернулися із закликом до країн світу заборонити дискримінацію інтерсекс-людей на законодавчому рівні.

## Поняття
Термін «інтерфобія» на позначення системної дискримінації проти інтерсекс-людей було запропоновано американським інтерсекс- і транс-активістом, професором Університету Вісконсин-Мілвокі Кері Габріелем Костеллою.